# Villa Olimpia
Die Villa Olimpia ist ein Landhaus aus dem 18. Jahrhundert in San Giorgio a Cremano in der italienischen Region Kampanien. Es liegt im Gebiet der Miglio d’oro, in der Via Enrico Pessina, 117.

## Geschichte und Beschreibung
Die Reste der barocken Struktur der Villa sind im Inneren des heutigen Gebäudes erkennbar; dieses stammt aus dem 19. Jahrhundert.
Das Haus besteht aus einen einzigen Stockwerk, das auf das Sockelstockwerk aufgesetzt wurde. Über dem Innenhof liegt eine luftige Loggia mit Blick auf den hinteren Garten. Links des Eingangs liegt die Blocktreppe, die ursprünglich überdacht war.
Das kleine Gebäude wird durch springende Wappentiere und Gewölbe mit Lünetten lebendig. Auf der Gegenfassade, auf der noch zwei Türmchen sitzen, sollte in Zusammenhang mit dem Atrium eine Panoramaterrasse entstehen. Dort sieht man heute noch eine Medaille in weiß glasierter Terrakotta, auf der man das Bild des Heiligen Januarius erkennen kann.